# Adenostemma
Adenostemma ist eine Pflanzengattung in der Familie der Korbblütler (Asteraceae). Die Gattung ist mit 20 bis 26 Arten pantropisch verbreitet, sie kommt also in den Tropen und Subtropen weltweit vor.

## Beschreibung

### Erscheinungsbild und Laubblätter
Die Adenostemma-Arten wachsen als einjährige oder ausdauernde krautige Pflanzen. Die Laubblätter sind gegenständig am Stängel angeordnet. Die einfache Blattspreite ist schmal elliptisch bis breit eiförmig oder spießförmig mit spitzem bis etwas zugespitztem oberen Ende. Der Blattrand ist mehr oder weniger glatt, gekerbt oder gezähnt bis stark gesägt.

### Blütenstände, Blüten und Früchte
In lockeren, schirmtraubigen, rispigen Gesamtblütenständen stehen die körbchenförmigen Teilblütenstände. Die Blütenkörbchen sind glocken- oder kugelförmig. In zwei oder drei Reihen stehen die 10 bis 30 gleichgeformten, krautigen Hüllblätter (Involucralblätter), die an ihrer Basis mehr oder weniger verwachsen sind und sich mehr oder weniger überdecken können. Der flache Blütenstandsboden (Rezeptaculum) kann je nach Art Spreublätter besitzen. Es sind keine Zungenblüten (Strahlenblüten) vorhanden.
Die 10 bis 60 Röhrenblüten (= Scheibenblüten) sind zwittrig. Die meist weißen oder manchmal malvenfarbigen Kronblätter sind in eine schmale trichterförmige Kronröhre verwachsen, die sich oben breit glockenförmig weitet und mit vier oder fünf Kronzähnen endet. Die Kronröhre ist außen mit Haaren oder Drüsen bedeckt. Die Kronzähne sind eineinhalb-mal länger als breit. Die Staubbeutel sind an ihrer Basis stumpf oder gestutzt. Die zwei Griffeläste sind länglich und oben geweitet und stumpf, manchmal mehr oder weniger kronblattartig, und außen papillös.
Die verkehrt-eiförmig-länglichen Achänen sind drei- bis fünfkantig mit drüsig punktierter oder warziger Oberfläche. Der Pappus besteht aus drei bis fünf Borsten, die jeweils von einer runden oder keulenförmigen Masse aus klebrigen Drüse gekrönt sind.

### Chromosomenzahl
Die Chromosomengrundzahl beträgt x = 10.

## Systematik und Verbreitung
Die Erstveröffentlichung der Gattung Adenostemma erfolgte 1775 in Johann Reinhold Forster & Georg Forster in Characteres Generum Plantarum. S. 45, Tafel 45. Zitiert wurde diese Gattung auch in J.R.Forst. & G.Forst.: Characteres Generum Plantarum. 2. Auflage. 1776, S. 89–90, Tafel 45. Die Typusart ist Adenostemma viscosum J.R.Forst. & G.Forst. Ein Synonym für Adenostemma J.R.Forst. & G.Forst. ist Lavenia Swartz.
Die Gattung Adenostemma gehört zur Subtribus Adenostemmatinae aus der Tribus Eupatorieae in der Unterfamilie Asteroideae innerhalb der Familie Asteraceae.
Die Gattung Adenostemma besitzt eine pantropische Verbreitung. Arten kommen im tropischen Asien, in Afrika, in der Neotropis und zwei Arten in Australien (Queensland, New South Wales, Northern Territory) vor.

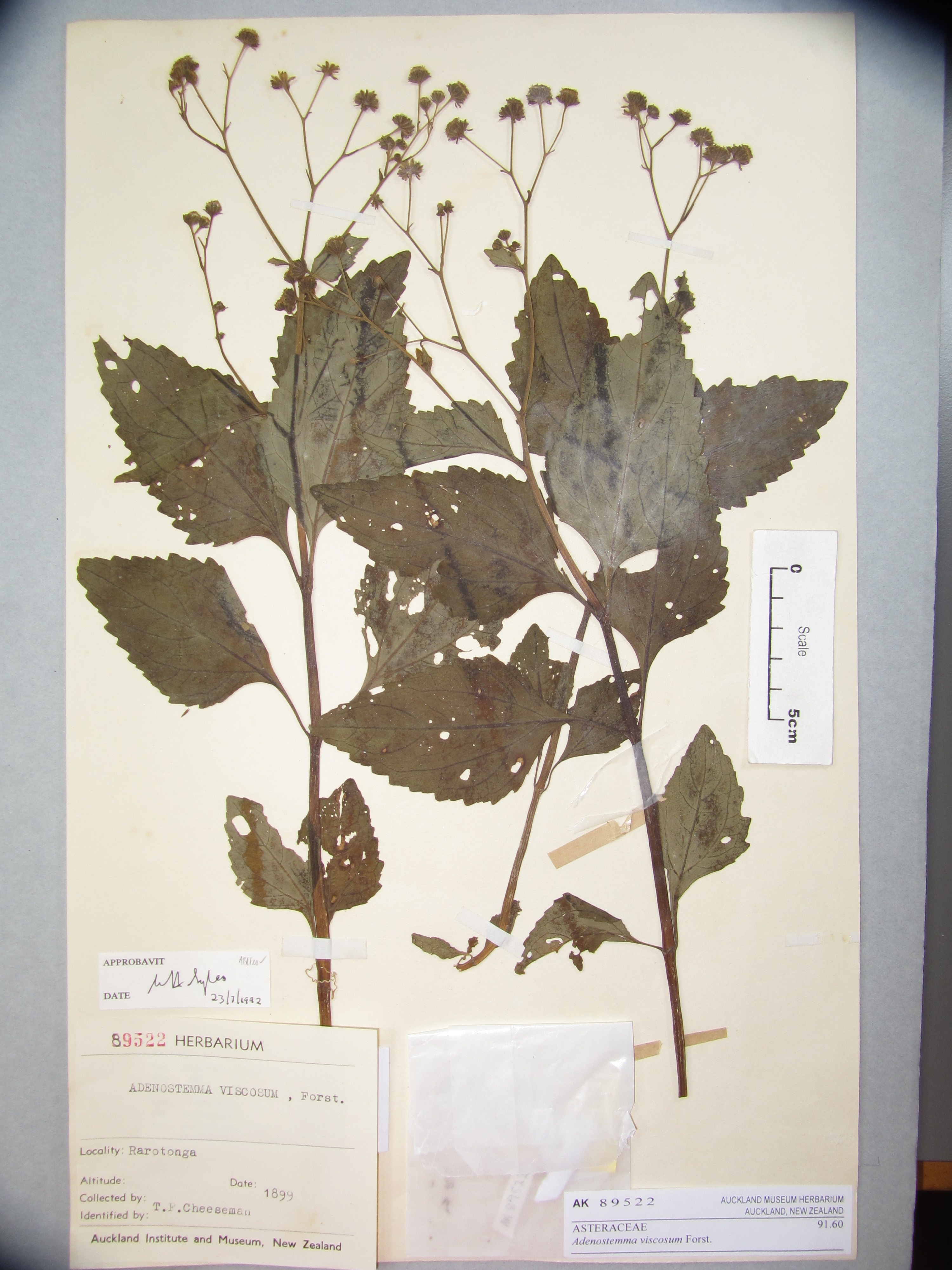
Adenostemma viscosum

In der Gattung Adenostemma gibt es 20 bis 26 Arten:
- Adenostemma brasilianum (Pers.) Cass. (Syn.: Adenostemma berteroi DC., Adenostemma brasilianum var. triangulare Malme, Adenostemma decumbens D.Don ex Heynh., Adenostemma triangulare DC.): Sie kommt von Bolivien bis Brasilien und Argentinien und auf den karibischen Inseln Kuba sowie Hispaniola vor.[5]
- Adenostemma caffrum DC.: Es gibt drei Varietäten.[5] Diese einjährige Pflanze gedeiht in Sümpfen und Standorten, an denen während der Regenzeit Süßwasser steht. Sie ist in Afrika weitverbreitet. In der Roten Liste der gefährdeten Arten der IUCN wird sie als „Least Concern“ = „nicht gefährdet“ bewertet.[6]
- Adenostemma cuatrecasasii R.M.King & H.Rob.: Sie kommt von Kolumbien bis Venezuela vor.[5]
- Adenostemma flintii R.M.King & H.Rob.: Sie kommt nur in Nicaragua vor.[5]
- Adenostemma fosbergii R.M.King & H.Rob.: Sie kommt von Panama bis ins westliches Südamerika und brasilianische Acre vor.[5]
- Adenostemma goyazense R.M.King & H.Rob.: Sie kommt im brasilianischen Bundesstaat Goiás vor.[5]
- Adenostemma harlingii R.M.King & H.Rob.: Sie ist nur von einer einzigen Aufsammlung aus dem Jahr 1980 in einem gestörten Gebiet nahe Baeza in Ecuador bekannt. Obwohl in einem ausgedehnten Gebiet um diesen Standort herum mehrere Sammelexpeditionen unternommen wurden, konnte diese Art kein weiteres Mal gefunden werden. Dieser Wald in Höhenlagen von etwa 200 Meter gilt als durch Abholzung gefährdet. In der Roten Liste der gefährdeten Arten der IUCN wird sie als „Vulnerable“ = „gefährdet“ bewertet.[7]
- Adenostemma hirsutum (Blume) DC.: Dieser Endemit kommt nur auf der Insel Java vor.[5]
- Adenostemma hirtiflorum Benth.: Sie kommt in Guatemala vor.[5]
- Adenostemma involucratum R.M.King & H.Rob.: Sie kommt in Bolivien und im östlichen Brasilien vor.[5]
- Adenostemma lanceolatum Miq.: Sie kommt auf Samoa, Guam, den Nördlichen Marianen, den Marshallinseln, Mikronesien und auf den Gesellschaftsinseln vor.[8]
- Adenostemma lavenia (L.) Kuntze (Syn.: Adenostemma reticulatum DC.): Sie kommt in Sri Lanka vor.[8]
- Adenostemma macrophyllum (Blume) DC.: Sie kommt im westlichen Himalaja, in Bangladesch und von Malesien bis ins nördliche Queensland vor.[5]
- Adenostemma madurense DC.: Sie kommt im tropischen und subtropischen Asien vor.[5]
- Adenostemma platyphyllum Cass.: Sie kommt in Panama, Kolumbien, Ecuador, Venezuela, Bolivien, Peru und auf den Galapagosinseln vor.[8]
- Adenostemma renschii J.Kost.: Sie kommt nur auf den Kleinen Sundainseln Flores und Alor vor.[5]
- Adenostemma suffruticosum Gardner: Sie kommt im zentralen Brasilien vor.[5]
- Adenostemma vargasii R.M.King & H.Rob.: Sie kommt in Peru vor.[5]
- Adenostemma verbesina (L.) Sch.Bip. (Syn.: Adenostemma swartzii Cass.): Sie kommt von Venezuela über Paraguay und dem südlichen Brasilien bis zum argentinischen Misiones und auf den karibischen Inseln Kuba, Puerto Rico, Jamaika sowie den Kleinen Antillen vor.[5]
- Adenostemma viscosum J.R.Forst. & G.Forst. (Syn.: Adenostemma glutinosum DC., Adenostemma perrottetii DC.[5]): Sie wird von manchen Autoren auch mit Adenostemma lavenia zu einer Art zusammengefasst. Sie kommt vom tropischen bis südlichen Afrika, auf Mauritius und in Madagaskar, Sri Lanka, Indien, Nepal, Thailand, China, Korea, Malaysia, Japan, Indonesien, die Philippinen, Australien, Fidschi, Mikronesien und Hawaii vor.[8]
- Adenostemma vitiense H.Rob.: Sie kommt nur in Fidschi vor.[5]
- Adenostemma zakii R.M.King & H.Rob.: Sie ist nur von einer einzigen Aufsammlung aus dem Jahr 1987 an der Straße Chillanes-Bucay bei der Hacienda Tiquibuso in der ecuadorianischen Provinz Bolívar bekannt. Dieser Bergwald in Höhenlagen von 2000 bis 2500 Metern ist durch Abholzung bedroht. In der Roten Liste der gefährdeten Arten der IUCN wird sie als „Vulnerable“ = „gefährdet“ bewertet.[9]